# Бараново (Большесельский район)
Бараново — деревня в Благовещенском сельском поселении Большесельского района Ярославской области.

## Население
По данным статистического сборника «Сельские населенные пункты Ярославской области на 1 января 2007 года», в деревне Бараново не числится постоянных жителей.

## География
Деревня расположена на северо-востоке района, вблизи с границей с Рыбинским районом, примерно в 3 км к юго-западу от станции Лом железной дороги Ярославль - Рыбинск. Она стоит на небольшом, окруженном лесами поле, лежащем в верховьях реки Чернавка, правого притока Черёмухи. На этом поле западнее, непосредственно на берегах Чернавки стоят деревни Савинское и Улитино. Через них проходит просёлочная дорога, вязывающая Бараново с центром сельского поселения. Эта дорога, прохоля через Бараново в северо-восточном направлении ведёт к деревням Маслятино и Вандышево, самой северной деревне района.

## История
Деревня Баранова указана на плане Генерального межевания Борисоглебского уезда 1792 года. В 1825 году Борисоглебский уезд был объединён с Романовским уездом. По сведениям 1859 года деревня относилась к Романово-Борисоглебскому уезду.